# 高田京子 (写真家)
高田 京子（たかだ きょうこ、1960年 - ）は、日本の写真家、エッセイスト、詩人。
京都府出身。創造社デザイン専門学校コミュニケーション・デザイン学科イラストレーション専攻卒業。立命館大学経済学部国際経済協力専攻中退。

## 略歴
藤沢薬品工業、写真スタジオ勤務を経てフリーランスとなる。大阪芸術大学教授高田誠三、洋画家長谷川正清などに師事。チュニス大学付属国立ブルギバ・スクールアラビア語科へチュニジア側の費用での留学経験あり。

## 著書
- チュニジア旅の記憶（彩流社、1992年）ISBN 978-4882022183
- チュニジアン・ドア （彩流社、2005年）ISBN 978-4882029908
- わたしの愛するチュニジア（東方出版、2011年）ISBN 978-4862491817
- わたしの愛するエジプト（東方出版、2011年）ISBN 978-4862491800